# Lexique des Témoins de Jéhovah
 (août 2020).
Si vous disposez d'ouvrages ou d'articles de référence ou si vous connaissez des sites web de qualité traitant du thème abordé ici, merci de compléter l'article en donnant les références utiles à sa vérifiabilité et en les liant à la section « Notes et références ».
 (août 2020).
- Si vous ne connaissez pas le sujet, laissez ce bandeau (vous pouvez alors contacter les auteurs).
- Si vous supprimez le contenu mis en cause (vous pouvez préalablement contacter les auteurs),

argumentez précisément cette suppression dans la page de discussion
(un manque de référence n'est pas un argument ; une recherche réelle de référence doit avoir été effectuée, être formellement documentée).
Le lexique des Témoins de Jéhovah regroupe les significations qu’ils donnent aux termes qu’ils utilisent.
Comme beaucoup d'organisations ou de communautés cultuelles[Lesquelles ?], les Témoins de Jéhovah utilisent un langage qui leur est propre. Il se traduit par un lexique d'expressions dites bibliques ou originales, dont le sens qu’ils donnent peut échapper à une personne étrangère à cette organisation.

## Glossaire

### A
- Apostasie : État de celui qui prône des doctrines contraires (au moment où il le prône) à l'enseignement de l'organisation des Témoins de Jéhovah ou qui renie la doctrine des Témoins de Jéhovah. Pour les Témoins de Jéhovah, l’apostasie est une cause d’excommunication. Une personne excommuniée devient parfois apostat. Tout contact avec un excommunié doit être absolument évité (Actes 21:21; 2 Thessaloniciens 2:3).
- Armageddon[1] de l’hébreu Har-Maguédôn : Guerre ultime opposant Jéhovah Dieu et son Royaume messianique à tous les méchants issus de l'humanité, à laquelle seuls les individus ayant faim et soif de justice selon les normes de Dieu survivront, et à la suite de laquelle le Paradis terrestre sera restauré (Révélation 16:16).

### B
- Baptême : immersion publique du corps dans l'eau pour signifier l'offrande de sa personne à Dieu. Le baptême se fait volontairement à un âge où il est possible de comprendre la Bible et de se repentir, actions qu'un enfant ne peut pas accomplir.

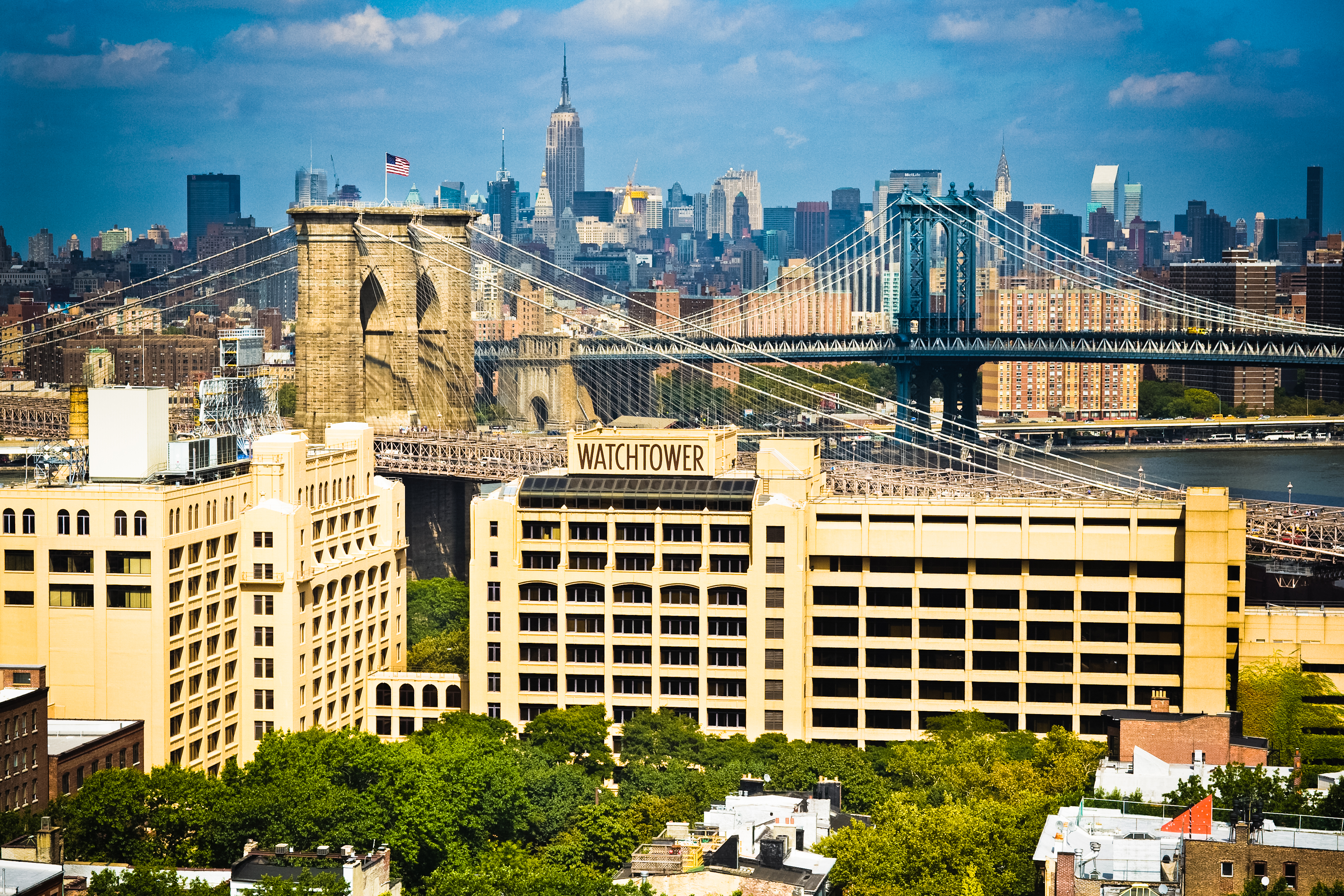
Béthel à Brooklyn (New York)

- Béthel : Nom hébreu (signifiant « maison de Dieu ») utilisé par les Témoins de Jéhovah pour désigner leur siège mondial à Brooklyn (New York) ou l'une de ses filiales dans le monde.
- Babylone la Grande : Cet élément évoqué en Révélation (ou Apocalypse) chapitres 17 et 18 représente, selon les Témoins de Jéhovah, l'ensemble des fausses religions. Ils désignent donc ainsi les organisations religieuses qui se sont éloignées de Dieu et de ses révélations scripturaires, et qui se sont mêlées aux affaires politiques et commerciales et qu'ils considèrent comme éloignées de Dieu et corrompues.
- Bonne nouvelle du Royaume : Message contenu dans l'Évangile (dont le mot grec d'origine signifie « bonne nouvelle ») à propos de l'instauration du Royaume messianique de Dieu. Il est prêché par les Témoins de Jéhovah.

### C
- Collège central des Témoins de Jéhovah : Guide spirituelle de l'organisation des Témoins de Jéhovah, composé d'une dizaine de membres oints installés au siège mondial à Brooklyn (Actes 15:2, 6, 20, 22, 23 ; 16:4).
- Congrégation : Communauté locale, composée en général d'une centaine de membres, qui se réunit régulièrement pour les offices religieux (réunions de la congrégation) dans une « Salle du Royaume ». Le terme congrégation a été remplacé par assemblée ou assemblée locale en 2018.
- Cours biblique : méthode pour apprendre ce que leur traduction de la Bible enseigne selon la doctrine des Témoins de Jéhovah. Le cours se base essentiellement sur la lecture du livre Vivez pour toujours édité par les Témoins de Jéhovah depuis 2022. Précédemment les cours bibliques s'appelaient des études bibliques.

### D
- Derniers jours : Période ayant débuté en 1914, date à laquelle Jésus Christ aurait été intronisé comme « roi régnant » dans les cieux. Cette période se termine à Armageddon.
- District : Regroupement de plusieurs congrégations, dont le nombre est plus important que pour une circonscription, placé sous la surveillance d'un surveillant de district.

### E
- Esclave fidèle et avisé : Petit nombre de membres oints sur Terre, qui seraient chargés de transmettre l'enseignement biblique aux humains (Matthieu 24,45-47). Parfois appelé Intendant fidèle.
- Étude biblique : Pour les Témoins de Jéhovah, il s’agit de l’examen de la traduction du monde nouveau de la bible éditée par l’organisation, à l'aide d'un ouvrage aussi édité par l'organisation, avec une personne intéressée par l'enseignement des Témoins de Jéhovah. L’objectif étant de la convertir au mouvement jusqu'au baptême, ou si la personne est baptisée depuis peu, de la maintenir dans le mouvement.
- Excommunié : Personne qui ne fait plus partie des Témoins de Jéhovah à la suite d'une excommunication. Les Témoins de Jéhovah réduisent au minimum tout contact avec une personne excommuniée, évitant ainsi de lui adresser la parole ou de la saluer et ce, jusqu'à son éventuelle réintégration au sein de l'organisation des Témoins de Jéhovah.

### F
- Filiale : Bureau national des Témoins de Jéhovah. Aussi appelés Béthel.
- Frère et Sœur : Appellation que les Témoins de Jéhovah utilisent pour désigner leurs membres baptisés.

### G
- Géhenne : Dans l'Antiquité, décharge située aux abords de Jérusalem où des cadavres de criminels étaient jetés et consumés. Pour les Témoins de Jéhovah, elle représente au niveau spirituel la destruction complète et éternelle (et non des tourments dans un enfer de feu). Synonyme : Lac de feu.
- Grande foule : Selon la doctrine, désigne les humains qui survivront lors de la bataille d'Armageddon, et qui vivront alors dans le paradis sur Terre (Apocalypse 7:9).

### J
- Jéhovah : ce terme est utilisé par les Témoins de Jéhovah pour désigner leur Dieu dans leur traduction de la bible. Ce terme résulte en fait du mélange entre les consonnes de YHWH (le tétragramme) et les voyelles du mot « Adonaï » (Seigneur) par lequel on remplaçait le tétragramme dans la lecture à haute voix[2]. Ce terme est introduit 237 fois dans le Nouveau Testament de la version de la bible des Témoins de Jéhovah, contrairement aux manuscrits grecs du « Nouveau Testament » qui ne contiennent pas le terme « Jéhovah », mais le terme « Seigneur »[3].

- Jour du Seigneur : Contrairement aux catholiques pour qui le jour du seigneur est le dimanche[4], pour les Témoins de Jéhovah cette expression désigne la période de la seconde venue du Christ (Révélation 1:10). Pour eux, cette période aurait commencé en 1914 avec son intronisation dans les cieux, et se terminerait à la fin du Millénium avec l'instauration du paradis terrestre.
- Journée pionnier : Journée au cours de laquelle un groupe de proclamateurs va déployer une activité de prédication pendant toute une journée.

### M
- Membre oint ou « membre du petit troupeau » : membre des Témoins de Jéhovah qui, lors du Mémorial, est l'un des rares à prendre une partie du pain et du vin. À son décès, un « oint » est censé aller directement régner aux côtés de Christ dans son Royaume céleste, et diriger le Royaume du « monde nouveau » pendant le Millénium en tant que membre des 144 000.
- Mémorial : les Témoins de Jéhovah appellent Mémorial leur cérémonie annuelle de commémoration de la mort de Jésus de Nazareth[5]. Les Témoins de Jéhovah célèbrent annuellement le Repas du Seigneur ou la Cène (Luc 22:19).
- Michel l'archange : selon les Témoins de Jéhovah « Michel est un autre nom du Seigneur », nom qu’il prendrait lorsqu’il exerce la fonction de « chef de l’armée céleste, et qui signifie en hébreu "Qui est comme Dieu ?"»[6].
- Ministère : Activité de prédication.
- Missionnaire : Évangélisateur à plein temps, envoyé par le siège mondial des Témoins de Jéhovah dans un pays étranger.
- Monde : Lorsque les Témoins de Jéhovah parlent du monde dont ils se tiennent séparés, ils sous-entendent la société humaine éloignée de Dieu, autrement dit ceux qui ne montreront pas certains signes des valeurs révélées par le Christ. Selon leur doctrine, c'est ce monde méchant (ou système de choses) qui sera détruit lors de l'intervention de Dieu à Armageddon, et non la Terre.
- Monde nouveau : nom donné par les Témoins de Jéhovah au paradis terrestre à venir et auquel ils croient (Révélation 21:3, 4)[7].

### N
- Nourriture spirituelle : Toutes les publications et discours des Témoins de Jéhovah et par-dessus tout leur traduction de la bible.

### P
- Péché : Est considéré comme tel tout ce qui est prohibé par les Témoins de Jéhovah. Cela inclut les relations sexuelles en dehors du mariage, l'utilisation de drogues ou de tabac, l'abus d'alcool, etc. Le fait de remettre en cause ouvertement l'enseignement est aussi considéré comme un péché (apostasie). S'il est baptisé Témoin de Jéhovah, un pécheur qui ne se repent pas peut être excommunié.
- Pionnier auxiliaire : Proclamateur baptisé qui s'engage volontairement, avec l'accord des responsables locaux, à consacrer un minimum de 50 heures dans l'œuvre d'évangélisation dans le mois pour lequel il a postulé.
- Pionnier permanent : Proclamateur baptisé à plein temps, qui s'engage volontairement, avec l'accord des responsables locaux et du siège national, à consacrer un minimum de 840 heures dans l'œuvre d'évangélisation dans l'année pour laquelle il a postulé.
- Pionnier spécial : Proclamateur baptisé à plein temps, pris en charge par le siège national des Témoins de Jéhovah.
- Poteau : selon les Témoins de Jéhovah, c’est le pieu vertical sur lequel Jésus a été cloué, selon eux il n’a pas été crucifié.
- Prédication : Activité d'évangélisation. Elle peut prendre plusieurs formes : de porte en porte, dans les rues, par courrier ou par téléphone. Une visite à domicile ou une étude biblique compte aussi comme de la prédication.
- Proclamateur : Membre d'une église locale, baptisé ou non, mais approuvé par le collège d'anciens, qui prêche régulièrement.
- Proclamateur inactif : Témoin de Jéhovah qui ne consacre plus de temps à l'activité d'évangélisation depuis six mois ou plus.

### R
- Rapport d'activité (ou de service) : Feuillet récapitulatif indiquant la participation à l'évangélisation : nombre d'heures, de nouvelles visites et d'études bibliques effectuées ; nombre de publications distribuées. Il est remis une fois par mois par chaque proclamateur.
- Refroidi(e) : Terme utilisé de manière non officielle pour désigner un membre qui ne prêche plus et n'assiste plus aux réunions, sans toutefois être excommunié(e) ou s'être retiré(e) volontairement de l'organisation (Révélation 3:15, 16).
- Représentant du siège mondial : Responsable chargé d'inspecter plusieurs filiales.
- Responsable de circonscription : Responsable itinérant chargé de rendre visite aux assemblées locales composant une circonscription, en général deux fois l'an.
- Reste oint : Ensemble des membres de la classe des oints encore vivants sur la Terre.
- Retrait volontaire : Demande d'une personne ne souhaitant plus être associée à l'organisation des Témoins de Jéhovah. Celle-ci sera considérée de la même façon qu'une personne excommuniée.

### S

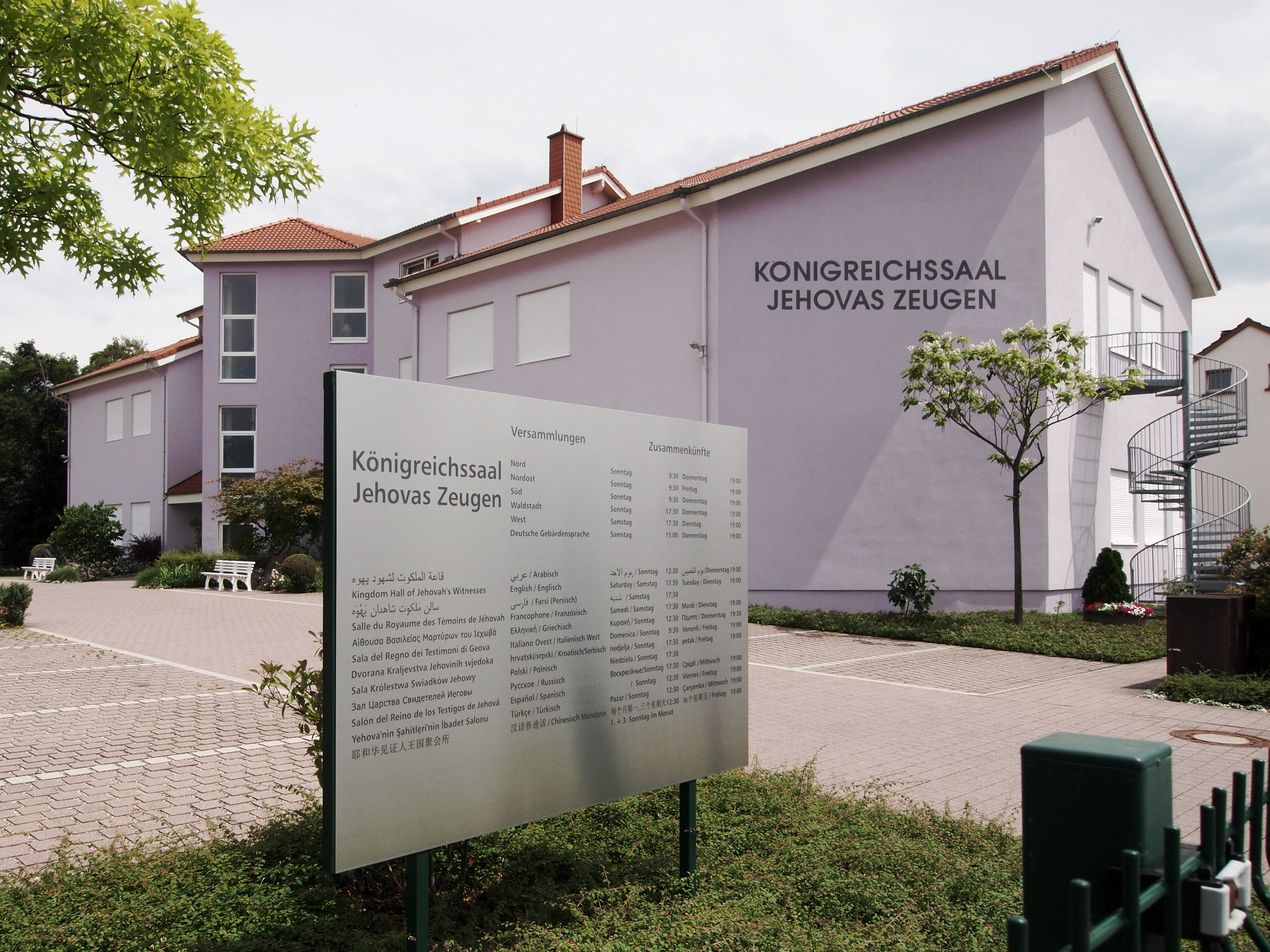
Salle du Royaume des Témoins de Jéhovah

- Salle d'Assemblées des Témoins de Jéhovah : Lieu de culte où se tiennent certains rassemblements annuels, auxquels assistent des assemblées locales regroupées en circonscription ou en district. Elle appartient à une association régionale des Témoins de Jéhovah.
- Salle du Royaume : Lieu de culte où se réunissent une ou plusieurs assemblées locales. Elle est gérée par une association locale des Témoins de Jéhovah. Le Royaume messianique étant à leurs yeux le thème principal de leur traduction de la Bible, les Témoins de Jéhovah ont trouvé ce nom approprié pour leurs salles cultuelles.
- Service du champ : Activité de prédication effectuée par les fidèles.
- Surveillant de circonscription : Responsable itinérant chargé de rendre visite aux assemblées locales composant une circonscription, en général deux fois l'an. On dit responsable de circonscription depuis 2018.
- Système de choses : Le monde actuel considéré comme mauvais. Les Témoins de Jéhovah en annoncent la fin, et l'établissement d'un monde nouveau.

### T
- Territoire : Zone géographique destinée à la prédication et attribuée à une assemblée locale. Celle-ci le subdivise ensuite pour l'attribuer à chaque proclamateur qui en fait la demande.

### V
- Vérité : Désigne l'ensemble des dogmes et croyances des Témoins de Jéhovah. Être dans la vérité signifie être Témoin de Jéhovah (2 Pierre 2:2).